# Hilding Svartengren
Torsten Hilding Svartengren, T. Hilding Svartengren, född 26 december 1879 i Brunskogs församling, Värmlands län, död 25 september 1954 i Stockholm, var en svensk språkvetare.
Svartengren, som var son till seminarieföreståndare, kyrkoherde Torsten Svartengren och Emilia Stefansen, blev filosofie kandidat vid Uppsala universitet1904, filosofie licentiat vid Lunds universitet 1914 och filosofie doktor 1918. Han innehade lärartjänster i Karlstad, Västerås, Umeå och Eksjö, var lektor i Vänersborg 1920–1927, i Norrköping 1927 samt i engelska och franska vid högre allmänna läroverket för flickor i Stockholm från 1931. 
Svartengren skrev Vårstarr (diktsamling, 1912), Ensamma kvällar (dikter, 1923), A Gissing-Hardy Reader (textbok för skolbruk, 1916), Intensifying Similes in English (1918, akademisk avhandling), The Feminine Gender for Inanimate Things in Anglo-American (1927), Studies in the 's-Genitive (1929), Engelsk grammatik (1930), I England (engelsk skrivövning, 1932), London Calling (textbok, 1935), I Frankrike (fransk skrivövning, 1937), La France vue par les Français (fransk textbok för gymnasiet, 1942) och Speaking of England (engelsk textbok, 1944). Han utförde översättningar (av verk av Gaston Roupnel, John Millington Synge och H.G. Wells) samt var medarbetare i facktidskrifter och tidningar rörande skolfrågor, litteratur och kanotfärder.